# Felderregerkurve
Die Felderregerkurve wird zur Berechnung von Elektrischen Maschinen herangezogen. Sie gibt die magnetische Spannung über der Abrollung des Luftspalts an. Die Form der Felderregerkurve ergibt sich entsprechend der räumlichen Anordnung der Spulen und der Phasenlage der Strangströme. Für Drehfeldmaschinen wie die Synchronmaschine wird ein sinusförmiger Verlauf der Strangströme, also ohne Oberschwingung angestrebt, auf Grund der realen Leiteranordnung stellt sich jedoch ein treppenförmiger Verlauf ein. Dadurch bilden sich neben der Grundwelle noch störende Oberwellen aus.
Die magnetischen Flussdichte im Luftspalt ist proportional zur Felderregerkurve.